# Душ Сантуш, Клаудини Батиста
Клаудини Батиста душ Сантуш (порт. Claudiney Batista dos Santos; род. 13 ноября 1978, Бокаюва) ― бразильский легкоатлет-паралимпиец. Двукратный чемпион летних Паралимпийских игр 2016 и 2020 годов. Чемпион мира 2019 года.

## Биография
Родился 13 ноября 1978 года. Батиста родился здоровым, но после дорожно-транспортного происшествия в мае 2005 года ему пришлось ампутировать часть левой ноги. В больнице его посетили паралимпийские организации, предлагающие спорт как способ помочь в его выздоровлении. Он отказывался принимать их приглашение более двух лет, прежде чем передумал.

## Спортивная карьера
В 2011 году участвовал в Парапанамериканских играх, где соревновался в метании копья и диска в классе F57/58. Выиграл в метании копья и занял третье место в метании диска.
Принял участие в летних Паралимпийских играх 2012 года в Лондоне, там боролся во всех трех соревнованиях по метанию в классе F57/58. В метании диска он бросил на дистанцию 45,90 м, что не принесло ему достаточного количества очков, чтобы вывести его на подиум, финишировав на четвертом месте. В толкании ядра он финишировал седьмым. В его самом сильном соревновании, метании копья, он установил новый мировой рекорд на дистанции 45,38 м, но это не помогло ему победить: его соперник, иранец Мохаммад Халванди, также установил мировой рекорд как атлет F58, вырвав золото у Батиста душ Сантуш.
На чемпионате мира IPC по легкой атлетике 2013 года в Лионе, Франция, Батиста душ Сантуш снова поднялся на подиум. Он занял третье место в метании диска, взяв бронзу, и второе место в метании копья, снова победив Мохаммада Халванди.
На своей второй Паралимпиаде 2016 в Рио-де-Жанейро Клаудини Батиста завоевал золотую медаль в метании диска F56.
Он был одним из 54 паралимпийцев Бразилии, допущенных к участию в Олимпийских играх в Токио, перенесенных на 2021 год. Здесь Батиста выиграл золотую медаль в дисциплине Метание диска F56.